# Juan Gardeazábal
Juan Gardeazábal Garay (* 27. November 1923 in Bilbao; † 21. Dezember 1969 in Madrid) war ein spanischer Fußballschiedsrichter. Er kam bei den Weltmeisterschaftsturnieren 1958, 1962 und 1966 zu insgesamt sieben Einsätzen bei Endrundenpartien. Zudem leitete er 1967 das Hinspiel um den Weltpokal.